# Carlos María Princivalle
Carlos María Princivalle Catalá (Salto, 4 de noviembre de 1887 - Montevideo, 19 de diciembre de 1959) fue un escritor, dramaturgo y periodista uruguayo.

## Biografía
Sus padres fueron el agrimensor José Princivalle y Emma Catalá, maestra y escritora de libros y textos para lectura escolar. Realizó sus estudios secundarios, que no llegó a terminar, en el liceo Salteño (en ese entonces dirigido por su madre) y en el liceo Osimani y Llerena.
De formación autodidacta, a partir de 1904 ingresó como cronista al diario salteño La Prensa, donde llegó a ser redactor. En 1910 dirigió El Diario, un periódico que no llegó a tener gran duración.
Sus primeros textos fueron poesías en las que se percibe la influencia del español Manuel Machado y de las que años más tarde renegaría. Fue asiduo colaborador de la revista Pegaso, publicada entre julio de 1918 y junio de 1924. En esta publicación mensual, dirigida por salteños y editada en Montevideo, publicaban Horacio Quiroga, Adolfo Montiel Ballesteros, Emilio Frugoni, Pedro Figari, Constancio C. Vigil, entre otros.
Dedicó la mayor parte de su obra a la dramaturgia como autor, crítico, ensayista e impulsor de la Comedia Nacional. Juan Carlos Legido lo incluyó entre las figuras más representativas de la dramaturgia uruguaya de todos los tiempos.
Su obra El desertor fue estrenada en Salto en el teatro Larrañaga, con el español Mariano Galé en el rol protagónico, y presentada en el teatro Progreso de Paysandú. Esta pieza en tres actos cuyos originales se perdieron, era un drama de denuncia social que le valió un reconocimiento del Ateneo de Salto ante el impacto de su exhibición.
Fue autor de dos novelas: La muerte de los trovadores (1925) con la que al año siguiente ganó el primer premio del Ministerio de Instrucción Pública y Purpúreo está el río como mar (1942).
En 1947 fue elegido para integrar la Academia Nacional de Letras del Uruguay y asumió como miembro de número el 10 de octubre de ese año. En septiembre de 1956 se le realizó un homenaje nacional en la Sala Verdi.
En noviembre de 2005, en el tomo 7 de la colección «Escritores Salteños» dirigida por Leonardo Garet, se publicó su pieza teatral El toro y la guía de dicción teatral Decir, junto con una biografía y un ensayo crítico sobre su obra, también por Garet.

## Obras
Obras de teatro
- El desertor (s/f, extraviada)
- El último hijo del Sol (1915)
- El despertar de Nené: comedia en tres actos (Bambalinas, 1922)
- El higuerón (1924)
- Laureles (1926)
- Caín y Abel (1927)
- El toro, drama gaucho en tres actos; Caín y Abel, auto profano en tres jornadas; Laureles, paso poemático en un acto (La Facultad, 1929)
- El hombre de la selva: farsa en tres actos (La Facultad, 1930)
- El amo de todos (1930)
- Pulgarcito: cuento teatral en cinco actos (La Facultad, 1935)
- Los títeres de Maese Pedro (1937)
- Le tango (1943)
- Juan: comedia-farsa en 3 actos. Momias, comedia en 2 actos. La patricia, canevas de ballet en 4 cuadros (La Facultad, 1945)
- El hombre natural (1947)

Novelas
- La muerte de los trovadores (1925)
- Purpúreo está el río como mar (1942)

Otros
- Horacio Quiroga: el narrador de cuentos (Industrial Gráfica, 1930)
- Decir: curso de dicción teatral (La Facultad, 1945)